# پریویل (آرکانزاس)
پریویل (آرکانزاس) (به انگلیسی: Perryville, Arkansas) یک شهر در ایالات متحده آمریکا با جمعیت ۱٬۴۵۸ نفر است که در آرکانزاس واقع شده‌است.

## موقعیت جغرافیایی
موقعیت جغرافیایی شهرها و مناطق اطراف به شرح زیر است: